# 卧龙山站
卧龙山站位于中华人民共和国江西省南昌市红谷滩区红角洲街道丰和南大道与卧龙路交叉口，是南昌地铁2号线的地铁车站，车站于2017年8月18日和2号线一同启用。

## 车站结构
站厅在地下一层，站台在地下二层为岛式站台。

### 楼层
| 1层  | 地面               | 出入口                     |  |  |
| -1层 | 站厅               | 自动售票机、客服中心       |  |  |
| -2层 |                    | █ 2号线 往南路（国体中心） |  |  |
|      | 岛式站台，左侧开门 |                            |  |  |
|      |                    | █ 2号线 往南昌东站（岭北） |  |  |

### 出入口
本站共开放4个出入口。
| 编号                   | 指示                       | 图片 | 建议前往的目的地                                                             |
| ---------------------- | -------------------------- | ---- | ---------------------------------------------------------------------------- |
| 出口 · 1L              | 丰和南大道东侧，卧龙路南侧 |      | 岭北七路、江西省民政厅                                                       |
| 出口 · 2L · 升降机标志 | 丰和南大道东侧，卧龙路北侧 |      | 岭北六路、卧龙公寓、红谷南大道、江西省公安厅、江西省交通运输厅、江西省税务局 |
| 出口 · 3L              | 丰和南大道西侧，卧龙路北侧 |      | 南昌·中国傩园、南昌瓷板画艺术博物馆、江西省人民政府                          |
| 出口 · 4L              | 丰和南大道西侧，卧龙路南侧 |      |                                                                              |
| 註： 設有              |                            |      |                                                                              |

## 历史
- 2010年4月8日南昌市轨道交通二号线一期工程环境影响评价第二次公示，公布了《南昌市轨道交通二号线一期工程环境影响报告书（简本）》文件中本站名为卧龙山站[4][5]。
- 2011年12月14日2号线一期21个站名公示时本站名为卧龙山站，位于丰和南大道与卧龙路交叉口[1]。
- 2012年2月9日2号线站名确认，本站名为没有做任何变动[6]。
- 2013年1月15日开工[7]。
- 2013年11月12日卧龙山站封顶[8]

## 轶事
2023年8月，有民众发现本站3号口的出口资讯中误将「China」拼成「Chian」，地铁方面在接到乘客反应后立即更换了贴纸，但并没有修正拼写，而是将这一条（南昌·中国傩园）直接删去。